# Rectoria (Àrreu)
La Rectoria és una casa a Àrreu, al municipi d'Alt Àneu (Pallars Sobirà) inclosa a l'Inventari del Patrimoni Arquitectònic de Catalunya.

## Descripció
Edifici de reduïdes dimensions,té planta baixa i dos pisos i està fet amb pedra i té la façana arrebossada. Aquesta darrera, està orientada cap al migdia, sota l'aiguavés de la coberta.
A la planta baixa s'obre la porta amb llinda de fusta i una petita finestra. Al primer, i sobre l aporta d'entrada hi ha un petit balcó amb balustres perfilats i dibuixos calats; a la part superior podem veure un motiu vegetal; al centre, una creu i a la part inferior un pa i un calze.
Al pis de damunt, ja sobre el llosat de llicorella, dues finestres flanquegen una petita galeria coberta que forma una llucana i tancada amb vidrieres.
Els balustres de la barana de fusta, són perfilats. La barbacana de la llucana és, així mateix, decorada amb un faldonet de fusta perfilat. Sota la galeria en un bloc de pedra hi ha gravada la data de 1808.